# هتن‌لایدل‌هایم
هتنلایدلهایم (به آلمانی: Hettenleidelheim) یک شهر در آلمان است که در باد دورکهایم واقع شده‌است. هتنلایدلهایم ۳٬۰۹۰ نفر جمعیت دارد.